# Ava Addams
Ava Addams, pseudoniem van Alexia Roy (Gibraltar, 16 september 1979), is een Frans-Amerikaanse pornoactrice.

## Biografie
Ava Addams is de dochter van Franse ouders en werd geboren op het Britse schiereiland Gibraltar. Op haar vierde verhuisde ze samen met haar ouders naar Houston in de Amerikaanse staat Texas, de plek waar ze ook opgroeide. Addams heeft Italiaanse en Spaanse roots. Naast Engels spreekt ze vloeiend Frans. Ze studeerde voor verpleegster, maar maakte deze studie nooit af. Ze verhuisde in plaats daarvan naar Miami, waar ze een andere carrière voor zich weggelegd zag.

## Carrière
Vooraleer Addams in de porno-industrie stapte, werkte ze als fetish- en naaktmodel. Zo deed ze onder meer een fotoshoot voor het bekende Amerikaanse naaktblad Playboy. In 2008 werd ze door Renna Ryann geïntroduceerd bij de mensen van Reality Kings, het productiehuis waar ze haar eerste stappen als pornoactrice zette. De eerste jaren deed ze vooral solowerk en lesbische seksscènes, maar sinds 2010 werkt ze ook als boy/girl-model. De laatste jaren wordt ze vooral gecast in het zogenaamde MILF-genre, de taboeaanduiding voor een seksueel begeerlijke vrouw op leeftijd.
Addams is nog steeds actief en was al in meer dan 700 seksfilms te zien. Ze werkte voor bekende productiehuizen zoals Bang Bros, Brazzers, Digital Playground en Naughty America. Daarnaast heeft ze een eigen website waarvoor ze haar eigen films produceert. In 2012 was ze onder haar echte naam ook te zien in de horrorfilm Zombified.

## Persoonlijk leven
Addams is niet getrouwd en heeft één kind. Haar hobby's zijn yoga, koken, wandelen en reizen.

## Onderscheidingen en nominaties (selectie)

### AVN Awards
- 2012 - MILF/Cougar Performer of the Year, genomineerd
- 2013 - MILF/Cougar Performer of the Year, genomineerd
- 2013 - Best Group Sex Scene voor Big Tits at Work 14, genomineerd
- 2014 - MILF Performer of the Year, genomineerd
- 2014 - Best Safe Sex Scene voor Dorm Invasion 5, genomineerd
- 2015 - MILF Performer of the Year, genomineerd
- 2016 - MILF Performer of the Year, genomineerd
- 2016 - Best Group Sex Scene voor Brazzers House, genomineerd
- 2016 - Most Outrageous Sex Scene voor SeXXXploitation of Abigail Mac, genomineerd
- 2017 - MILF Performer of the Year, genomineerd
- 2017 - Best Group Sex Scene voor Ava's All In, genomineerd

### XBIZ Awards
- 2013 - MILF Performer of the Year, genomineerd
- 2015 - MILF Performer of the Year, genomineerd
- 2015 - Best Scene - Vignette Release voor Doctor Milf, genomineerd
- 2016 - MILF Performer of the Year, genomineerd
- 2016 - Best Sex Scene - Gonzo Release voor Brazzers House, genomineerd
- 2016 - Best Scene - Vignette Release voor Tonight's Girlfriend Vol. 41, genomineerd
- 2017 - MILF Performer of the Year, genomineerd
- 2017 - Best Sex Scene - Gonzo Release voor Ava's All In, genomineerd

### NightMoves Awards
- 2014 - Best MILF Performer, genomineerd
- 2016 - Best Boobs, genomineerd
- 2016 - Best MILF Performer, genomineerd
- 2017 - Best MILF Performer, genomineerd

### XRCO Awards
- 2015 - MILF of the Year, genomineerd